# Hector Sohier
Hector Sohier est un architecte normand du XVIe siècle. Il est l'auteur de nombreux bâtiments caennais. Il serait mort vers 1560.
« Sohier, n'était pas seulement un constructeur habile, un esprit original et plein de ressources, il possédait encore au suprême degré l'art d'assurer à ses œuvres l'admiration des siècles en leur inoculant le secret de la beauté. Chaque détail à Saint-Pierre témoigne du goût le plus délicat et jamais peut-être la richesse n'a possédé autant de charme séducteur. Voyez plutôt ces frises délicatement sculptées, où des objets usuels presque vulgaires sont transformés par les caprices de l'imagination, ces chapiteaux historiés, qui, en se rapprochant de l'antiquité, n'ont rien de la froideur classique, ces niches si brillamment ornées, qu'elles semblent faites pour recevoir nous ne savons quelles admirables statues, ces clefs pendantes où s'étalent parfois en miniatures de véritables monuments... Et tout cela n'est pour ainsi dire que le bagage ordinaire, la mise en œuvre plus soignée du système de décoration généralement pratiqué. Mais où éclate l'originalité d'Hector Sohier, c'est dans la composition des contreforts et des balustrades, dans ces merveilleux pinacles à base évasée et à renflements multipliés, qui se dressent à chaque angle des terrasses, et donnent à l'abside de Saint-Pierre ce cachet de noblesse et d'élégance qui fait sa juste renommée. » - Léon Palustre (1838-1894), directeur de la Société française d'archéologie

## Œuvres
- Abside de Saint-Pierre de Caen (1518-1545)
- Abside de Notre-Dame-de-Froide-Rue (1546)
- Château de Chanteloup

### Œuvres autrefois attribuées à Hector Sohier
- Hôtel d'Escoville [3]
- Chœur et chapelles du Vieux Saint-Sauveur (vers 1546)[4]
- Château de Lasson (vers 1517)[5]

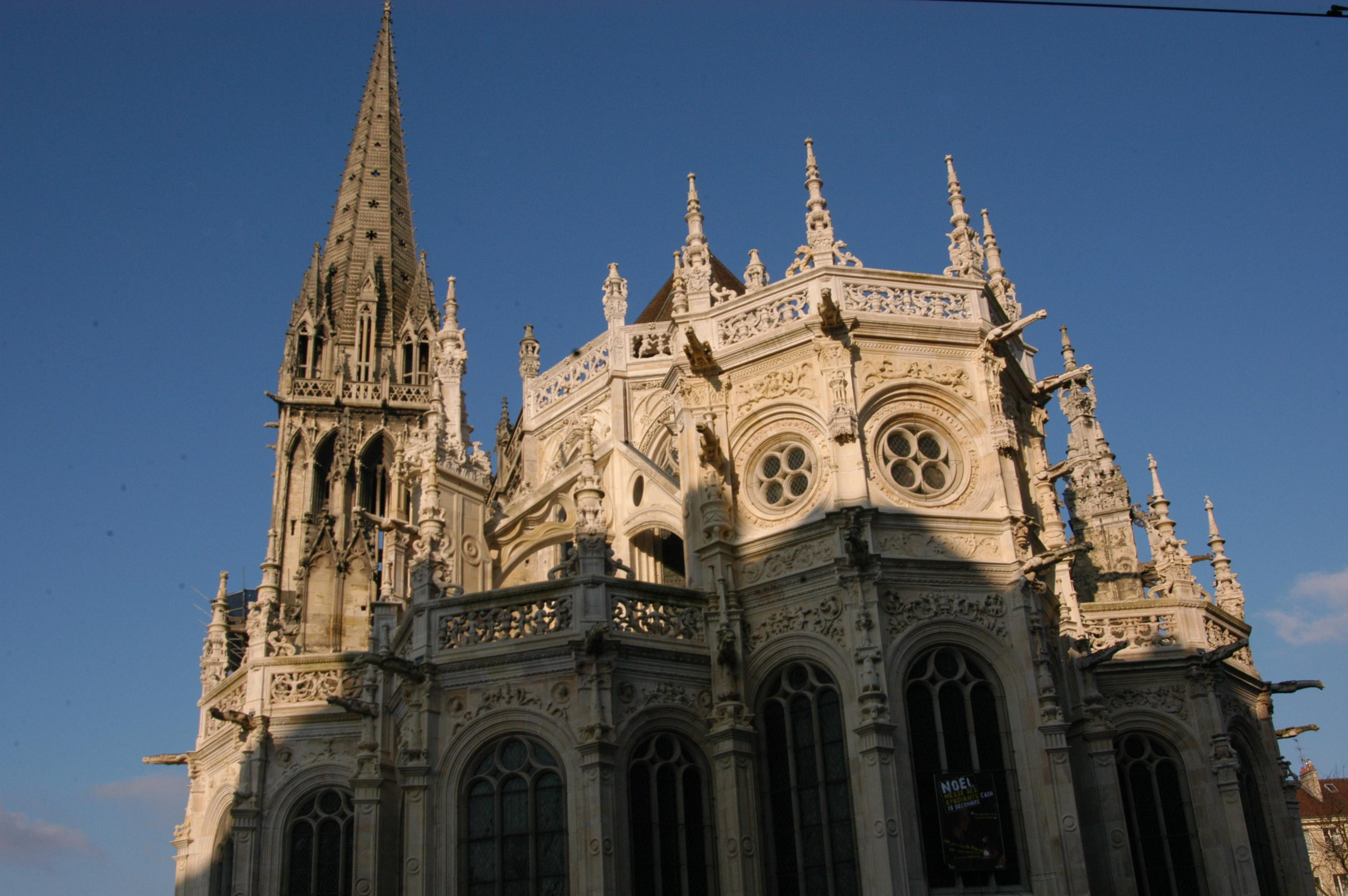
Abside l'église Saint-Pierre
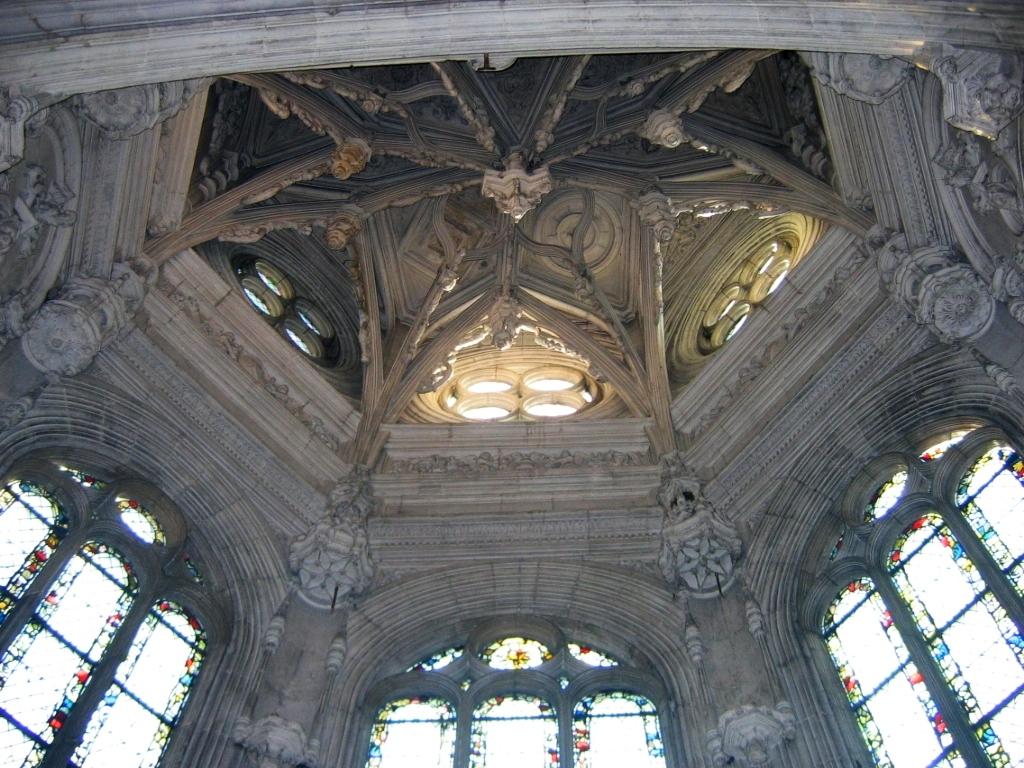
Voûtes de l'abside
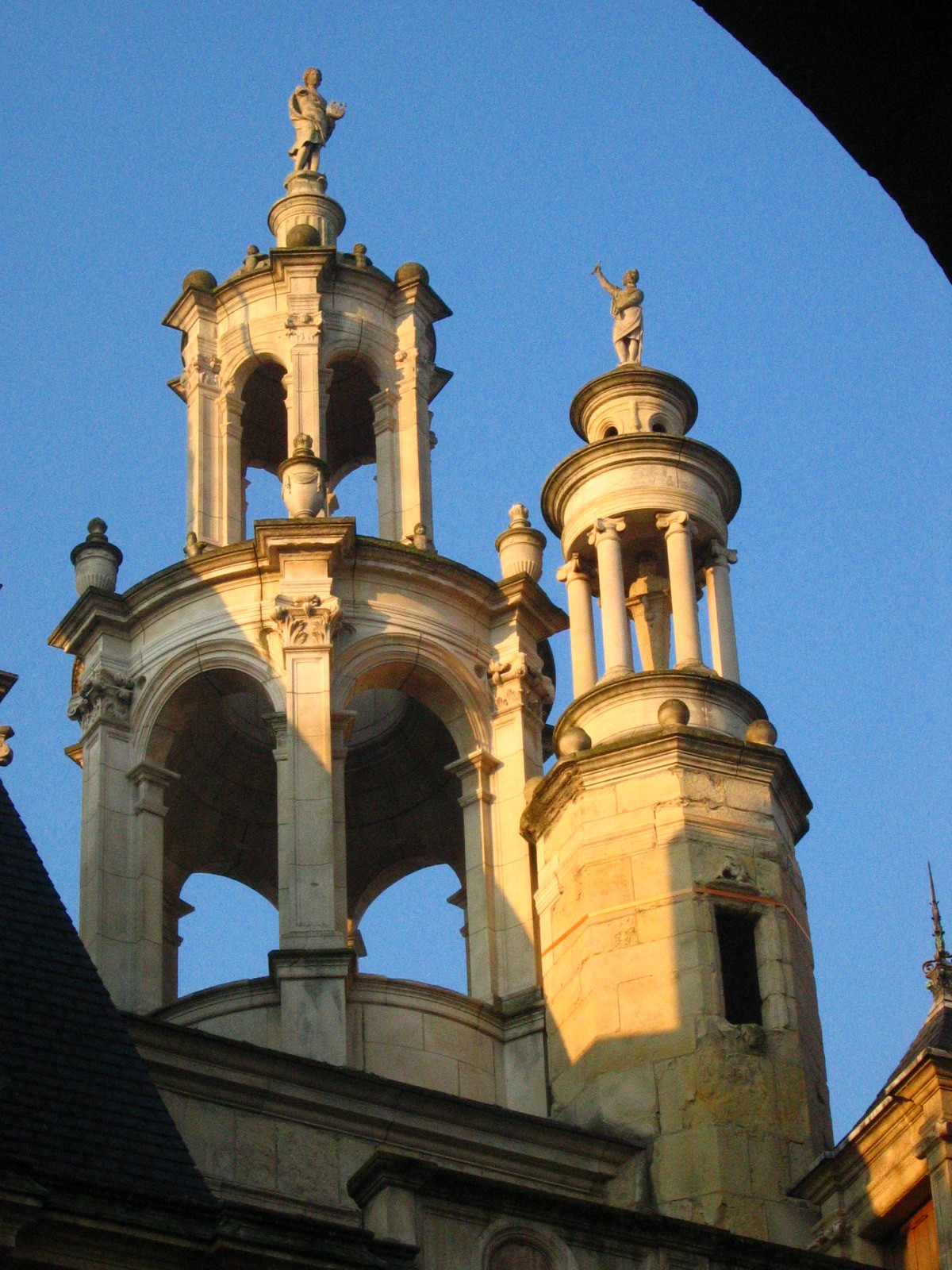
Lanternon de l'hôtel d'Escoville
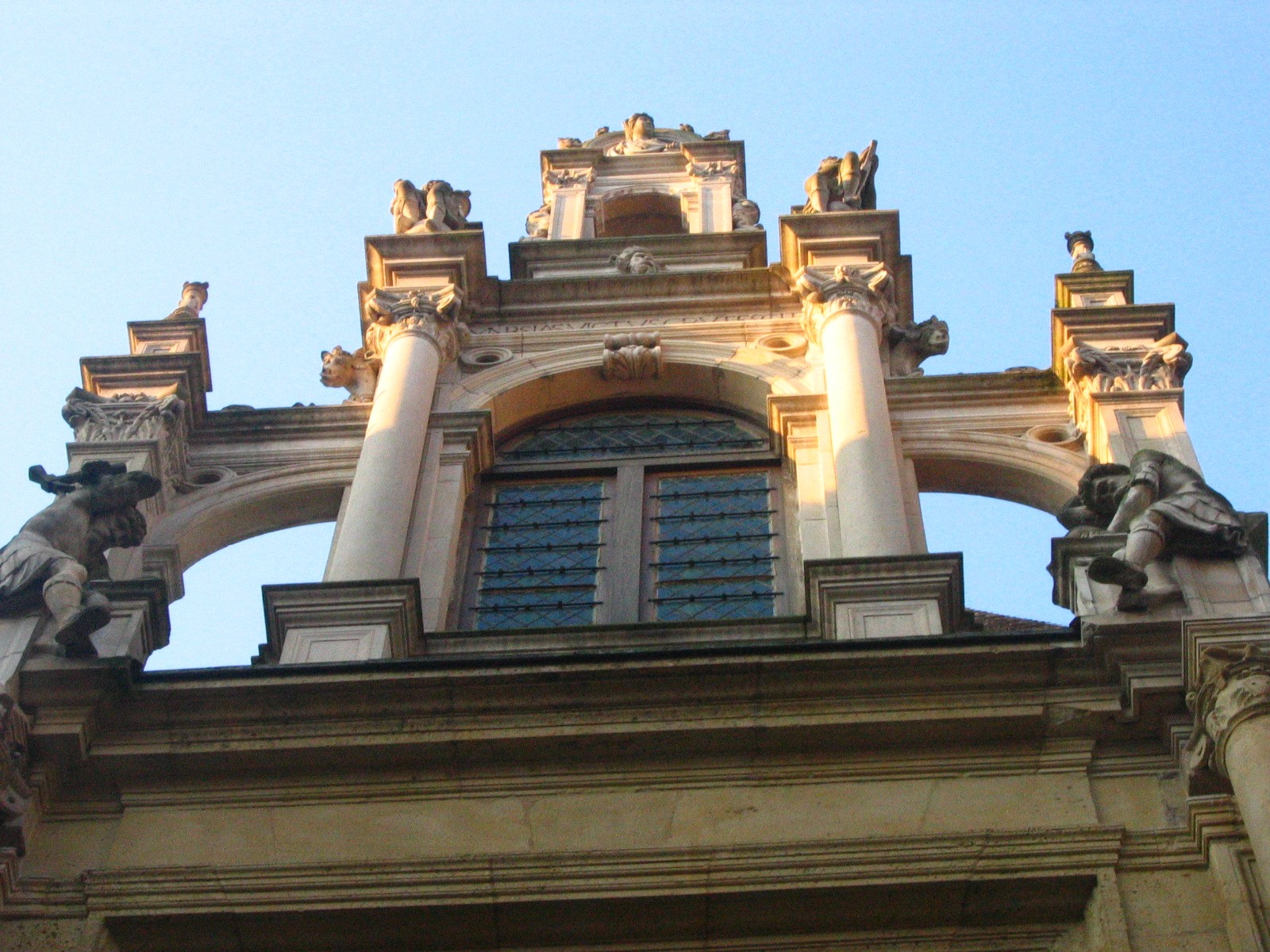
Lucarne de l'hôtel
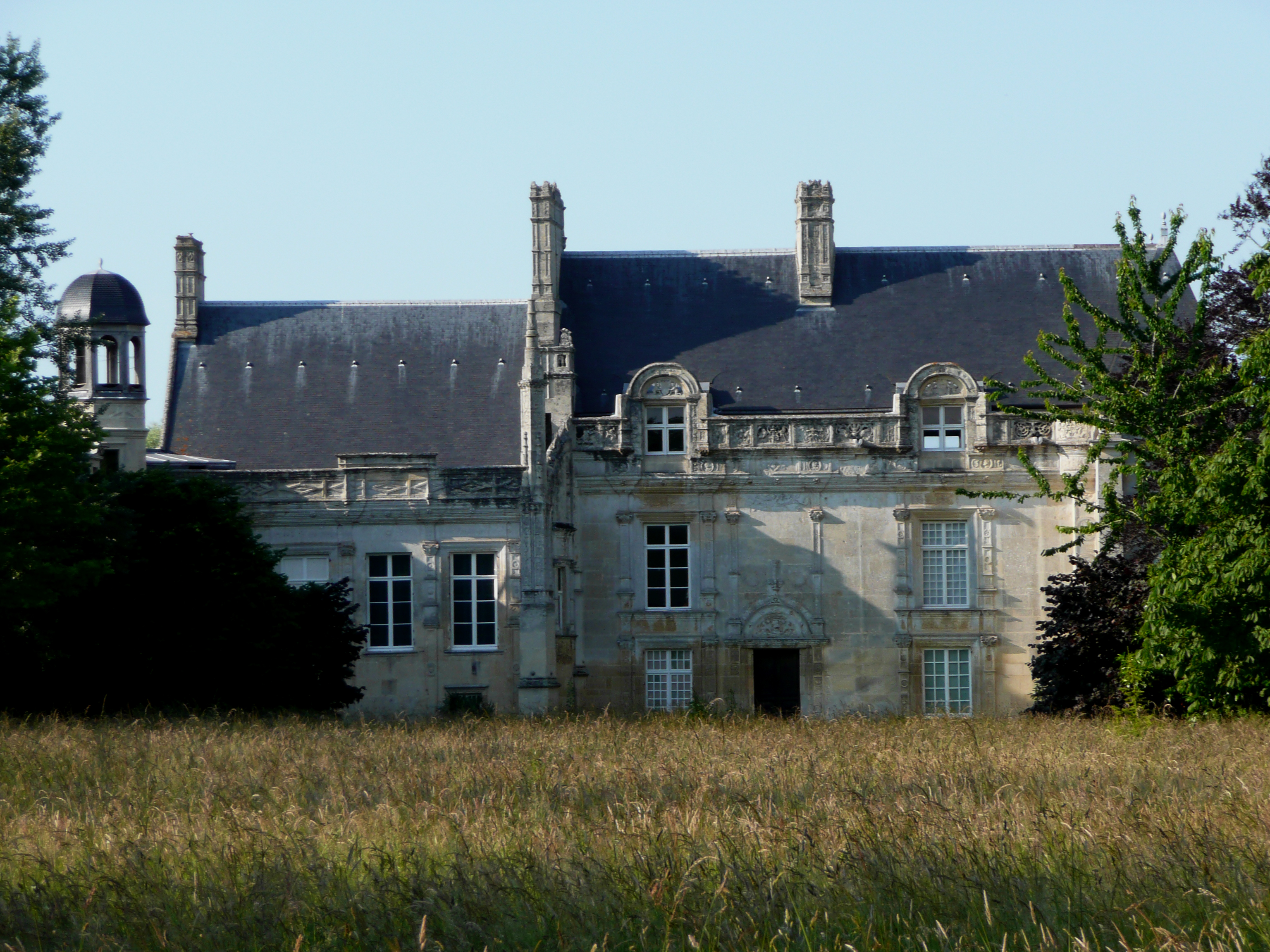
Aile sud du château de Lasson
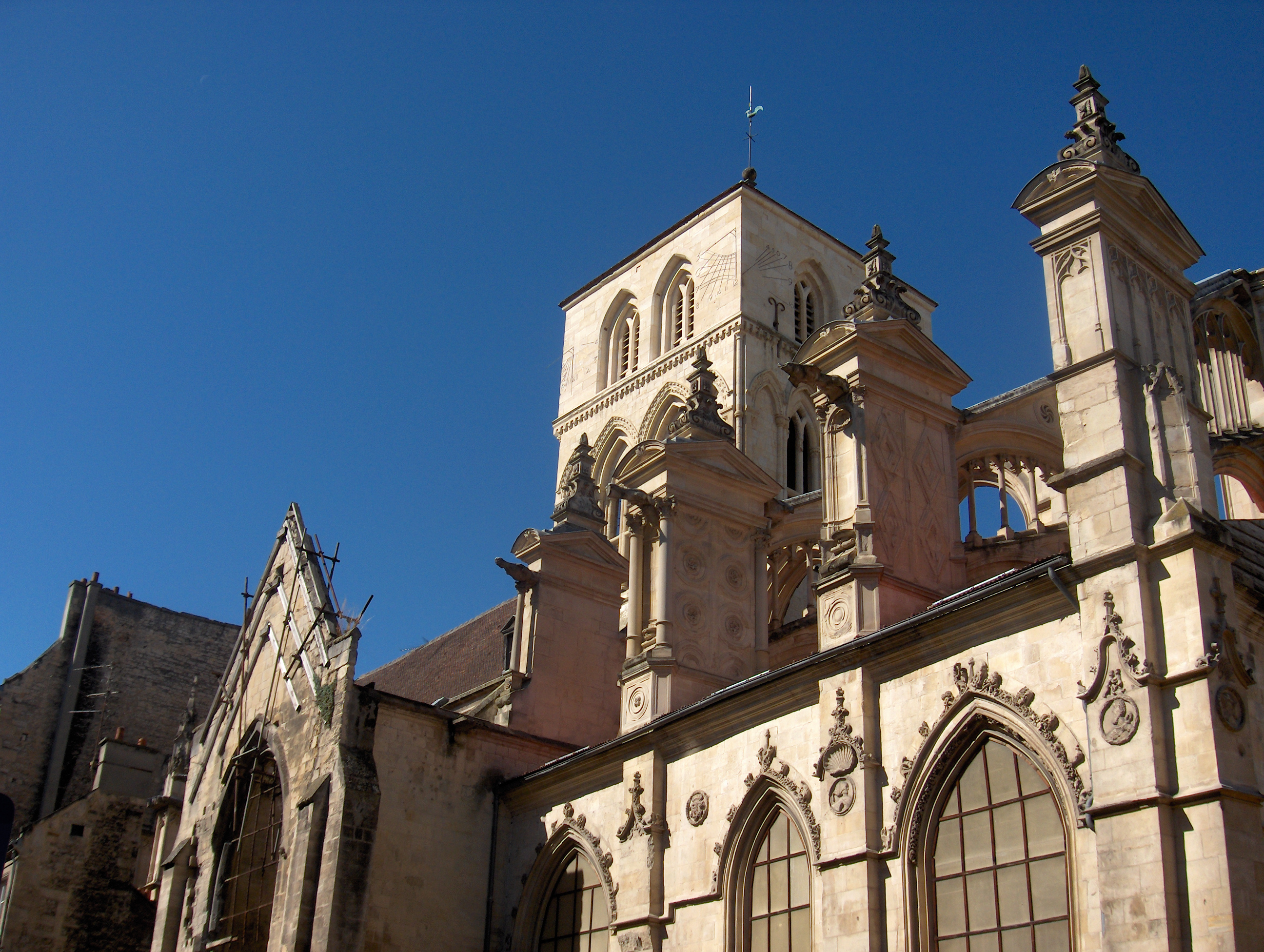
Chœur du Vieux Saint-Sauveur